# Leonora Armstrong
Leonora Holsapple Armstrong (23 de Junho de 1895 – 17 de Outubro de 1980) foi a primeira bahá'í a se estabelecer no Brasil e é considerada a 'Mãe Espiritual dos Bahá'ís da América Latina'. Ela fez pioneirismo no Brasil em 1921 com apenas 25 anos de idade e devido aos seus notáveis esforços e serviços para a Fé Bahá'í no Brasil, ela foi designada em 1973 como Conselheira pela Casa Universal de Justiça, Instituição Máxima da Fé Bahá'í.

## Infância e Juventude
Leonora Holsapple Armstrong nasceu em 23 de Junho de 1895 na cidade de Hudson, Nova Iorque. Seu pai era Samuel Norris Holsapple e sua mãe era Grace Stirling, que serviu em trabalho voluntário e dava aula numa escola. Grace tinha grandes problemas de saúde e veio a falecer logo após Leonora ter completado cinco anos de idade, o que abalou muito ela e sua irmã mais nova Alethe durante a infância e juventude.

### Vida Acadêmica
Mesmo com o sofrimento, Leonora sempre foi uma estudante bem dotada, tanto que na sua formatura recebeu grandes homenagens e foi indicada como oradora em mérito de ter sido a estudante com as melhores notas na escola. Com isso ela recebeu uma bolsa de estudos o que permitiu seu ingresso na Universidade Cornell em Ithaca, Nova Iorque, onde ela foi eleita Phi Beta Kappa no seu primeiro ano. Ela se formou em Letras na Universidade Cornell incluindo especialidade em Latim, e também obteve estudos da língua alemã, espanhol, esperanto e sua própria língua materna, o inglês, obtendo graduação em Literatura, Astronomia, Botânica, Física e Química. Depois de se formar da universidade ela ensinou Latim em colégios e serviu em trabalhos voluntários que nem a sua mãe e a sua avó.

### Introdução à Fé Bahá'í
Quando ela tinha treze anos de idade, sua avó materna que por muitos anos sempre mostrava-se interessada e pesquisava muitos assuntos espirituais conheceu e declarou-se bahá'í. A primeira coisa que sua avó fez como bahá'í foi ensinar sobre a Fé Bahá'í para suas netas e devido ao exemplo de devoção e esforços para compatilhar os ensinamentos Bahá'ís, isso impressionou Leonora tanto que levou ela a pesquisar sobre as revelações bahá'ís e memorizar as orações bahá'ís. A partir de então, ela passou a ensinar a Fé Bahá'í para muitos de seus colegas e seus amigos.

### Interesse no Pioneirismo Bahá'í
Quando a Epístola do Plano Divino, escrito por `Abdu'l-Bahá,  foi revelada na Conferência Bahá'í de Nova Iorque em 1919, despertou-se um grande interesse em Leonora para dedicar-se ao pioneirismo. Imediatamente ela escreveu uma carta para `Abdu'l-Bahá expressando seu desejo de servir como pioneira, e em pouco tempo recebeu uma resposta de `Abdu'l-Bahá:
"Tens expressado grande desejo de estar a serviço do Limiar Divino e curar o fraco com o Elixir Divino - o fraco que está afligido com o ego e a paixão. Doença espiritual é muito mais severo do que doença física o qual o último pode ser convertido por um remédio em saúde e vigor, e o primeiro não poderá ser curado por milhares de remédios conhecidos… Meu desejo é que tu tornes em uma médica espiritual"
Leonora ficou muito tocada com a mensagem de `Abdu'l-Bahá e a notável pioneira Martha Root foi uma grande influência na escolha pela América do Sul. Em suas próprias palavras Leonora disse:
"Esta esperança do Mestre transformou-se na minha maior aspiração e no início dos década de 1920, eu li sua epístola dirigida a Martha Root, recomendando ela no trabalho de ensino na América do Sul e enfatizando na importância de outros tomarem parte disso, e pela primeira vez pareceu para mim que aqui poderia estar a aparecendo uma tarefa definitiva para mim. Com uma carta enviada a Martha levou a uma resposta imediata".
Martha Root tinha feito uma visita histórica na América do Sul em 1919 e encorajou Leonora compartilhando suas experiências e dando uma cópia de seu diário relatando seus momentos naquele período. Com isso Leonora considerou realizar o pioneirismo na América do Sul e escolheu Brasil como destino para ela.

## Vinda ao Brasil
Houve grandes preocupações por parte de sua família e seus amigos em relação ao pioneirismo no Brasil. Muitos acreditavam que ela correria risco de perigo, por estar indo sozinha, sem conhecer ninguém e nem ao menos conhecer o idioma. Mesmo assim seu desejo de difundir a Fé Bahá'í era grande, e no dia 1° de fevereiro de 1921 ela desembarcou no porto de Rio de Janeiro, onde inclusive consta uma placa registrando o acontecimento. Nesta época ela tinha apenas 25 anos de idade, e não havia ao menos uma pessoa que conhecesse no país. Sendo mulher e ainda solteira, numa época que as mulheres não tinham os mesmos direitos que atualmente, era uma situação muito complicada mas nada que detivesse a jovem pioneira. Ela obteve seu primeiro emprego num escritório muito simples através de um jovem teosofista da cidade de Santos, São Paulo. Mais tarde começou a dar aulas particulares de inglês, fazendo assim contatos para ensinar a Fé Bahá'í. De vez em quando, surgia a oportunidade, para participar como palestrante de conferências nacionais - no primeiro ano de sua estada no Rio de Janeiro, participou de um Congresso Nacional de Esperanto que se estendeu em São Paulo e em Santos e mais tarde em várias outras capitais do país.

### Serviços pela Fé Bahá'í
Em 1925 na cidade de Belém em Pará, ela publicou sua primeira tradução de inglês para português o livro "Paris Talks" (em inglês) sendo em português "Palestras de 'Abdu'l-Bahá em Paris". Leonora além de oradora, educadora e tradutora era também assistente social, tendo mantido inclusive um orfanato, em Salvador, Bahia, no período de 1928-1930, para crianças abandonadas e carentes. Nos primeiros anos no Brasil, ela escolheu Salvador, na Bahia, como sua residência, viajando várias vezes à Belém e a Manaus. Os teosofistas e esperantistas sempre lhe davam muito apoio. Em 1927 artigos e folhetos sobre a Fé Bahá'í foram publicados em Belém.
Em 1927 foi a primeira bahá'í a visitar e palestrar sobre a Fé Bahá'í na Colômbia, Venezuela, Coracion, Trinidad, Barbados, Haiti, Guiana Inglesa e Suriname.
Em Fortaleza, no Ceará residiu por quatro meses. Nesta ocasião irrompeu uma epidemia de cólera e tifo e lhe foi possível oferecer os seus serviços levando remédios, alimentos e roupas para muitos doentes. Segundo suas próprias palavras: "Consistiu em uma experiência emocionante visitá-los em suas casas… e tentar provar-lhes, por meio de ações que a Fé Bahá'í visa a unidade da humanidade." Não somente os pobres foram receptivos mas o serviço com eles ajudaram-na a preparar o caminho para que algumas pessoas ricas recebessem a mensagem, pois quando surgia uma oportunidade para dar uma Conferência Bahá'í no clube mais elegante da cidade, ela sempre esteve presente - e sempre contava com um bom público, com um interesse que havia sido despertado ao ouvir sobre seus serviços como a "Enfermeira dos Pobres" - sendo assim conhecida no Ceará.

### Formação da Instituição Bahá'í no Brasil
Em Salvador, em 1940 - após 19 anos de seu trabalho dedicado de ensino, de traduções e serviços sociais - foi que Leonora teve a alegria de ver formada oficialmente a primeira Instituição Bahá'í no Brasil: A Assembléia Espiritual Local dos Bahá'ís de Salvador, o conselho de consulta, composto por nove membros, eleito anualmente pela comunidade bahá'í em cada localidade. Ela própria era um dos membros daquela Assembléia, junto com os primeiros a abraçarem a Causa Bahá'í naquela cidade. Em seguida formou-se no Rio de Janeiro a segunda Assembléia Espiritual Local e, em 1946 a terceira, na Capital de São Paulo. Em 1961 ela testemunhou o estabelecimento da primeira Assembléia Espiritual Nacional dos Bahá'ís do Brasil. Em 1973, graças aos seus esforços no estabelecimento da Fé Bahá'í no Brasil, foi designada Conselheira pela Casa Universal de Justiça - Instituição máxima da Ordem Administrativa Bahá'í. Os Conselheiros são aqueles atuam a níveis continentais e dedicam o seu tempo para o ensino e para a proteção da Causa Bahá'í.

## Casamento
Em 1941, Leonora casou-se com o inglês Harold Armstrong que ela havia conhecido alguns anos antes. Ele foi o seu grande apoio, tornando possível que ela realizasse seus meritórios serviços à Causa a qual dedicara sua vida. Leonora e seu marido residiram em vários lugares no Brasil e, não tendo filhos, adotaram e criaram algumas crianças proporcionando-lhes a educação necessária.

## Defensora dos Direitos da Mulher
Leonora foi também uma destacada defensora dos direitos da mulher - destacando seu papel de educadoras e como servidoras da causa da paz mundial. A sua mensagem, gravada em fita cassete em Salvador na Bahia, dias antes de seu passamento, em meados de outubro de 1980, foi dirigida às centenas de mulheres reunidas no Centro de Convenções de Brasília, participantes da Primeira Conferência Bahá'í Latino Americana da Mulher. A seguir alguns excertos de sua mensagem:
"Mulher, luz da geração futura - quando nós, as mulheres do mundo, refletirmos sobre o verdadeiro significado deste tema que foi escolhido e à medida que seu pleno significado penetrar cada vez mais profundamente na consciência de cada mulher, deveremos compreender que carinhoso, que supremo privilégio é o nosso e que inescapável dever nos cabe, e assim deveremos nos levantar como nunca antes, para cumprirmos esta nossa primeira obrigação. As mulheres sabem que são as primeiras educadoras da humanidade…"

## Últimos Anos
Tendo residido em Santos, Rio de Janeiro, Salvador e passado os últimos anos em Minas Gerais, na cidade de Juiz de Fora, veio a falecer no dia 17 de outubro de 1980, com 85 anos de idade, na cidade de Salvador, na Bahia. Naquele mesmo dia, centenas de  bahá'ís de diversas comunidades da América Latina estavam reunidos em Brasília, participando da I Conferência Bahá'í Latino Americana da Mulher. O clímax dessa reunião para promoção da condição da mulher foi o momento em que ecoou pelo auditório do amplo Centro de Convenções uma gravação com suas palavras de saudação aos participantes do evento.